# Sanvignes-les-Mines
Sanvignes-les-Mines är en kommun i departementet Saône-et-Loire i regionen Bourgogne-Franche-Comté i östra Frankrike. Kommunen ligger i kantonen Toulon-sur-Arroux som tillhör arrondissementet Charolles. År 2022 hade Sanvignes-les-Mines 4 265 invånare.

## Befolkningsutveckling
Antalet invånare i kommunen Sanvignes-les-Mines
| Referens: INSEE |